# Zatoka Turkmenbaszy
Zatoka Turkmenbaszy (turkm. Türkmenbaşy aýlagy), do 1997 roku Zatoka Krasnowodzka (turkm. Krasnowodsk aýlagy) – zatoka we wschodniej części Morza Kaspijskiego, u wybrzeży Turkmenistanu.
Zatoka jest oddzielona od morza półwyspami: Türkmenbaşy i Çeleken. Jej długość wynosi 46 km, szerokość u wejścia 18 km, głębokość 5–6 m. Brzegi zatoki są silnie porozcinane, otoczone osuszonymi terenami. Istnieje wiele małych zatok i zatoczek. Zasolenie 13-16‰. Na północnym brzegu zatoki leży miasto i port Turkmenbaszy.